# 1969年马来西亚大选
1969年马来西亚大选是于1969年5月10日至1970年7月4日之间举行的马来西亚国会下议院第3届选举。此次共有144个国会议会席位和12个州共330个州议会席位（不包括沙巴）同步进行选举。此次选举中也是沙巴和砂拉越第一次进行全国大选，虽然联盟继续获得联邦政府的执政权，但因联盟通过马来西亚宪法第153条文扶持马来西亚土著，而使许多华裔将选票投给民政党和民主行动党两个在野党，失去三分之二绝对优势后引发了五一三种族冲突事件。本届投票率为73.6%，民主行动党成为最大在野党，双方槟城、霹雳、雪兰莪和吉兰丹等州属获得的席位也十分接近。根据《马来西亚联邦宪法》，马来西亚需要每隔5年举行一次选举，除非首相向最高元首提出提早解散国会，抑或是对首相的不信任动议通过。

## 选举结果

### 下议院
在联邦层级，由时任首相东姑阿都拉曼领导的联盟赢得了144个国会议席中的74个，得以组成联邦政府。

### 州议会
在州议会层级，国阵赢得了10个州政权。

## 后续
民政党和民主行动党在该年5月12日首都吉隆坡举行胜选集会，但是这场集会引起骚乱，巫统声称反对党员对马来旁观者大喊种族主义的口号。巫统便于5月13日举行一场集会报复，并在之后爆发全面骚乱，即为五一三事件。